# Bertrand Grospellier
Bertrand "ElkY" Grospellier (ur. 8 lutego 1981 w Melun) – francuski profesjonalny gracz komputerowy i pokerzysta.
Grospellier zaczął karierę zawodowego gracza w 2000 r. Przeprowadził się wtedy do Korei Południowej, żeby dorównać najlepszym tamtejszym graczom. Trening przyniósł efekty, na World Cyber Games w roku 2001 zdobył tytuł wicemistrza świata w StarCraft: Brood War. Rok później zajął 4. miejsce, 2 lata później – 5. W 2004 r. zakończył karierę i zaczął grać zawodowo w pokera.
Zarejestrował się w serwisie internetowym PokerStars i jest jedną z jego głównych twarzy. Jest pierwszym zawodnikiem, który osiągnął dwa najwyższe statusy: Supernova (w 2 tygodnie) i Supernova Elite (4 miesiące). W 2007 przyszedł kryzys. Turniej 2007 World Series of Poker nie był dla niego udany, poza tym pojawiły się u niego problemy zdrowotne. Pod koniec roku odzyskał jednak dobrą formę, a w styczniu 2008 odniósł jeden ze swoich największych sukcesów – zwyciężył w turnieju PokerStars Caribbean Adventure, wygrywając 2 miliony dolarów. Od tego czasu coraz częściej zajmował wysokie miejsca zarówno w turniejach online – ponad 400 000 w turniejach World Championship of Online Poker, jak i na żywo – 1,5 miliona dolarów za zwycięstwo w turnieju World Poker Tour Festa al Lago, 5. miejsce podczas Grand Prix de Paris, a w 2009 osiągnął swój najlepszy wynik w Main Event World Series of Poker – 122. miejsce. 12 czerwca 2011 zdobył swoją pierwszą bransoletkę World Series of Poker, wygrywając turniej w odmianę 7 Card Stud z wpisowym 10 000 dolarów. Za wygraną zainkasował 331 639 dolarów. ElkY w turniejach na żywo wygrał ponad $14,5 mln. Po zakończeniu współpracy z Pokerstars, ElkY został ambasadorem GGPoker, najszybciej rozwijającego się poker roomu online.